# Tinospora oblongifolia
Tinospora oblongifolia är en tvåhjärtbladig växtart som först beskrevs av Adolf Engler, och fick sitt nu gällande namn av Tronpin. Tinospora oblongifolia ingår i släktet Tinospora och familjen Menispermaceae. Inga underarter finns listade i Catalogue of Life.